# Félix Glutz
Félix Glutz, né le 31 mars 1950 à Soleure et mort le 14 septembre 2024 à Blonay, est une personnalité politique suisse membre de l'Union démocratique du centre (UDC).

## Biographie
Félix Glutz fait ses études à l'école Saint-Joseph de Matran, puis au collège Saint-Michel de Fribourg, suivies par un apprentissage de commerce.
Membre du parti écologiste dans les années 1980, il lutte pour la préservation de l'environnement aux côtés de Franz Weber. Il est élu député écologiste au Grand Conseil du canton de Vaud en 1986.
Ses préoccupations l'éloignent de l'écologie ; il démissionne de son poste ainsi que du parti écologiste cantonal en février 1987. Heurté par l'érotisme affiché dans les médias, sur le domaine public, par le téléphone rose et à la télévision il mène différentes actions. En 1986, il demande à l'État de prendre des mesures en relation à la liberté d'expression. Il écrit aussi à François Mitterrand, président de la République française pour demander l'interdiction d'une émission sur une chaîne de télévision publique française. Il mène également des actions en vue de censurer un film et crée dans ce but une association qui devient par la suite le Mouvement humaniste.
Auteur du livre Pour une politique humaniste (1986) et fondateur d'un mouvement humaniste en Suisse romande. Le 1er septembre 1987, au nom du mouvement humaniste, il lance deux initiatives populaires fédérales suisses (« contre l'exploitation mercantile de la violence et de la sexualité dans les médias » et « pour l'éducation aux valeurs inhérentes à la Déclaration Universelle des Droits de l'Homme dans l'enseignement public et privé ») qui ne récoltent pas le nombre de signatures nécessaires pour passer en votation.
Poursuivant sa carrière professionnelle en relations publiques, il met un terme à ses combats qu'il estime être du passé. 
Son fils, conseiller communal à Montreux, l'incite à reprendre une fonction publique. En mars 2002, il est à nouveau élu député au Grand Conseil du canton de Vaud mais dans les rangs de l'UDC. Après deux législatures, il se retire définitivement de la politique active en 2012 pour se consacrer à ses activités de traduction et de rédaction.
Félix Glutz meurt le 14 septembre 2024 à l’âge de 74 ans.